# Боксерен двигател
Боксерният двигател е двигател с вътрешно горене с два цилиндрови блока, които са разположени хоризонтално един срещу друг. Германският инженер Карл Бенц патентова своята разработка на първия двигател с вътрешно горене с хоризонтални срещуположно разположени бутала през 1896 г.
Съществуват две конфигурации на боксерния двигател:
- две срещуположни бутала са захванати за една и съща шийка на коляновия вал. Тази конфигурация е известна и като V-образен двигател с ъгъл между блоковете от 180°;
- две срещуположни бутала са захванати за отделни шийки на коляновия вал – буталата достигат горна мъртва точка през половин оборот на коляновия вал (на схемата горе вдясно).

## Предимства и недостатъци
Боксерните двигатели са по-компактни от редовите и имат по-нисък център на тежестта от всяка друга конфигурация. Затова и автомобилите и мотоциклетите, задвижвани от боксерни двигатели, имат като цяло по-ниско разположен център на тежестта, което води до по-добра стабилност и управляемост. Недостатък на боксера обаче е неговата по-голяма широчина и по-високите разходи за неговото производство. Голямата широчина създава проблеми при вграждането на този двигател под предния капак на автомобила, защото мястото е ограничено поради завиването на предните колела, а при мотоциклетите създава проблеми в завой.
Друга положителна черта на боксерния двигател е неговият добър баланс. Той е резултат от срещуположното движение на буталата, при което силите и инерционните им моменти взаимно се неутрализират. 4-цилиндровият боксерен двигател, заедно с редовият 6-цилиндров, V12 и ванкеловият двигател, са единствените мотори, които могат да работят равномерно с четиритактовия цикъл без да се нуждаят от балансиращи валове или противотежести на коляновия вал за неутрализиране на инерциите на възвратно-постъпателно движещите се части.
Боксерният двигател е по-шумен от редовите и V-образните, защото шумът от отварянето и затварянето на клапаните не се заглушава достатъчно, поради по-отдалеченото разположение на иначе покриващите ги въздушен филтър и други компоненти. Боксерът създава и по-големи торсионни вибрации, поради което се нуждае от по-голям маховик, но имат по-плавна работа в целия диапазон на обороти.

## Приложение в автомобилите
Боксерният двигател е подходящ за въздушно охлаждане поради по-голямата си повърхност. Такива мотори са използвани например във Vokswagen Käfer, Porsche 356 и Porsche 912 – всички те с по четири цилиндъра. Porsche 911 използва 6-цилиндров боксерен двигател, който в по-ранните модели е с въздушно, а в по-късните – с водно охлаждане. Във всички тези автомобили двигателят е разположен отзад, отсъствието на радиатори за охлаждане опростява конструкцията и понижава масата на автомобила като цяло.
Предно разположен боксерен двигател използват автомобили като Citroen 2CV, някои модели на Alfa Romeo и Subaru.